# Kenta Kakimoto
Kenta Kakimoto (柿本 健太 Kakimoto Kenta?, nacido el 19 de octubre de 1990 en Fukuoka) es un exfutbolista japonés. Jugaba de delantero y su último club fue el Suzuka Unlimited FC de Japón.

## Trayectoria

### Clubes
| Club                | País  | Año         |
| ------------------- | ----- | ----------- |
| Giravanz Kitakyushu | Japón | 2013 - 2014 |
| Blaublitz Akita     | Japón | 2015        |
| Suzuka Unlimited FC | Japón | 2015 - 2017 |

## Estadística de carrera

### J. League
| Club                | Año   | J. League | J. League | Copa J. League | Copa J. League | Total | Total |
| Club                | Año   | Part.     | Goles     | Part.          | Goles          | Part. | Goles |
| ------------------- | ----- | --------- | --------- | -------------- | -------------- | ----- | ----- |
| Giravanz Kitakyushu | 2013  | 18        | 2         | -              | -              | 18    | 2     |
| Giravanz Kitakyushu | 2014  | 3         | 0         | -              | -              | 3     | 0     |
| Blaublitz Akita     | 2015  | 9         | 1         | -              | -              | 9     | 1     |
| Total               | Total | 30        | 3         | 0              | 0              | 30    | 3     |